# Luka Hyryläinen
Luka Hyryläinen (* 25. August 2004 in Helsinki) ist ein finnischer Fußballspieler. Der Mittelfeldspieler steht beim 1. FC Magdeburg unter Vertrag.

## Sportlicher Werdegang
Hyryläinen begann mit dem Vereinsfußball als Fünfjähriger bei HJK Helsinki, wo er zwei Jahre lang in der Fußballschule war. Über den Stadtteilklub Laajasalon Palloseura kehrte er 2012 in den Nachwuchsbereich des Rekordmeisters zurück. Dort durchlief der noch anfangs in der Offensive eingesetzte Spieler die einzelnen Nachwuchsmannschaften und wurde 2019 erstmals vom Suomen Palloliitto in die Juniorennationalmannschaften berufen, als er zunächst für die U-15- und später die U-16-Mannschaft des Verbandes auflief. Im Oktober des Jahres fiel er bei U-16-Länderspielen gegen die U-16-DFB-Auswahl den Verantwortlichen von Eintracht Frankfurt auf und wechselte nach Erreichen des 16. Lebensjahrs im Sommer 2020 zum deutschen Klub. Obwohl aufgrund der COVID-19-Pandemie in Deutschland kaum Spielbetrieb stattfand, konnte er sich in den Fokus von Oliver Glasner spielen und nahm an der Vorbereitung der Bundesliga-Mannschaft für die Spielzeit 2021/22 teil. Wenngleich er sich dort nicht im Kader festspielen konnte, war er in der A-Junioren-Bundesliga-Spielzeit 2021/22 eine der Stützen der Mannschaft, die den dritten Tabellenplatz der Südstaffel erreichte.
Im Sommer 2022 wechselte Hyryläinen ebenso wie Muhammed Damar von der SGE zur TSG 1899 Hoffenheim, nach Presseberichten zahlte der Klub aus dem Kraichgau eine Ablösesumme von einer Million Euro. Dort wurde der Jugendliche in den Kader der in der viertklassigen Regionalliga Südwest antretenden Zweiten Mannschaft aufgenommen, blieb jedoch nach einer Schienbeinfraktur im ersten Jahr ohne Einsatz und kehrte als Langzeitverletzter vor der Spielzeit 2023/24 in die Trainingsarbeit zurück. Mit der Mannschaft spielte er zeitweise um den Aufstieg in die 3. Liga, insgesamt kam er beim Erreichen des dritten Tabellenplatzes zu 29 Ligaspielen im Saisonverlauf und erzielte dabei drei Tore. Nach Saisonende debütierte er im Juni 2024 in der finnischen U-21-Auswahlmannschaft.
Ende Juni 2024 vereinbarten Hyryläinen, die TSG 1899 Hoffenheim und der Zweitligaaufsteiger SSV Ulm 1846 ein Leihgeschäft für die Saison 2024/25. Zum Auftakt der Zweitligasaison 2024/25 gehörte er unter Cheftrainer Thomas Wörle direkt zum Spieltagskader, bei der 1:2-Heimniederlage gegen den 1. FC Kaiserslautern kam er in der Schlussviertelstunde als Einwechselspieler für Max Brandt auch zum Einsatz. Anschließend etablierte er sich bei den Spatzen über weite Strecken in der Startelf. Nach einem Trainerwechsel im März zu Robert Lechleiter rutschte er aus der Stammformation und kam noch häufiger als Einwechselspieler zum Einsatz, mit dem Klub verpasste er jedoch den Klassenerhalt. Mit der finnischen U21-Nationalmannschaft nahm er nach Saisonende an der U21-Europameisterschaft 2025 teil und absolvierte dort drei Einsätze, ehe das Team nach der Vorrunde aus dem Turnier ausschied.
Zur Saison 2025/26 kehrte Hyryläinen nach Hoffenheim zurück. Im August 2025 wechselte er jedoch zum 1. FC Magdeburg.

## Privates
Hyryläinen ist der Sohn des mehrfachen finnischen Nationalspielers Aki Hyryläinen.